# 德國國防軍陸軍第348步兵師
德國國防軍陸軍第348步兵師（德語：348. Infanterie-Division）是納粹德國國防軍陸軍的一個步兵師。該師於1942年9月組建。
該師組建後，一直在西線作戰。
該師最後於1944年9月遭受重創後解散。

## 註腳
1. ↑  Mitcham（2007年）